# حارة حمير (صنعاء)
حارة حمير هي إحدى حارات حي شعوب بمديرية شعوب إحد مديريات العاصمة اليمنية صنعاء، بلغ تعداد سكانها 545 نسمة حسب تعداد اليمن لعام 2004.